# Portugal aux Jeux olympiques d'hiver de 1988
Le Portugal participe aux Jeux olympiques d'hiver de 1988, qui ont lieu à Calgary au Canada. Ce pays, représenté par cinq athlètes en bobsleigh, prend part aux Jeux d'hiver pour la deuxième fois de son histoire 36 ans après sa participation en 1952. Il ne remporte pas de médaille.

## Résultats

### Bobsleigh
| Bob   | Athlètes                                               | Épreuve             | Manche 1 | Manche 1 | Manche 2 | Manche 2 | Manche 3 | Manche 3 | Manche 4     | Manche 4     | Total   | Total |
| Bob   | Athlètes                                               | Épreuve             | Temps    | Rang     | Temps    | Rang     | Temps    | Rang     | Temps        | Rang         | Temps   | Rang  |
| ----- | ------------------------------------------------------ | ------------------- | -------- | -------- | -------- | -------- | -------- | -------- | ------------ | ------------ | ------- | ----- |
| POR-1 | João Poupada Antonio Reis                              | Bob à deux hommes   | 1:00.72  | 36       | 1:01.59  | 36       | 1:01.86  | 30       | 1:00.98      | 27           | 4:05.15 | 34    |
| POR-2 | Jorge Magalhãesy João Pires                            | Bob à deux hommes   | 1:02.85  | 41       | 1:03.18  | 41       | 1:05.19  | 40       | Non partants | Non partants | -       | -     |
| POR   | Rogério Bernardes João Pires João Poupada Antonio Reis | Bob à quatre hommes | 58.42    | 26       | 59.67    | 26       | 58.28    | 25       | 59.13        | 25           | 3:55.50 | 25    |